# Uście Zielone
Uście Zielone (hist. Uscie, ukr. Устя-Зелене, Ustia-Zełene) – wieś na Ukrainie, w obwodzie tarnopolskim, w rejonie czortkowskim, nad Dniestrem.
W 2001 roku liczyła 585 mieszkańców.

## Historia

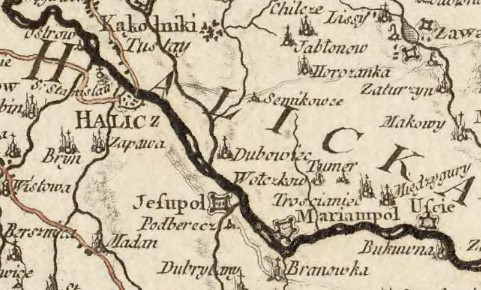
Uście Zielone (Uscie) na mapie z 1722 r.

W okresie I Rzeczypospolitej wieś leżała w prowincji małopolskiej, w województwie ruskim, w ziemi halickiej, w powiecie halickim. W 1438 właścicielem wsi Jan Koła z Dalejowa, w 1461 Michał i Jan z Buczacza i Jazłowca, w 1464 Stanisław z Chodcza, w 1467 Michała i Jan z Jazłowca.
W 1548 stało się prywatnym miastem szlacheckim pod nazwą Uście Rożane lokowane na prawie magdeburskim. W 1579 powstała tu parafia rzymskokatolicka z fundacji hetmana wielkiego koronnego Mikołaja Mieleckiego, właściciela Uścia. W 1616 właścicielem Uścia z zamkiem stał się Samuel książę Korecki. Treść mapy z 1722 r. oraz późniejszy opis miasteczka leżącego w obwodzie stanisławowskim Królestwa Galicji i Lodomerii z 1869 r. świadczy o istnieniu zamku obronnego.
W okresie II Rzeczypospolitej miejscowość posiadała status miasteczka i była siedzibą gminy wiejskiej Uście Zielone w powiecie buczackim województwa tarnopolskiego.
2 lutego 1945 roku oddział Ukraińskiej Armii Powstańczej zabił w Uściu Zielonym 133 osoby, głównie Polaków (zobacz: zbrodnie w Uściu Zielonym).
W Uściu urodził się Piotr Kaczała (1891–1947), oficer Wojska Polskiego i kawaler Orderu Virtuti Militari.

## Zabytki
- zamek[5], wybudowany w XVII w.[10]
- kościół rzymskokatolicki pw. Trójcy Przenajświętszej – wmurowanie kamienia węgielnego w 1718 r., konsekracja przez krakowskiego biskupa sufragana Michała Kunickiego w 1735 r., dobudowanie wolnostojącej wieży-dzwonnicy w 1741 r. Kościół zrujnowany w okresie Ukraińskiej SRR, wyremontowany po upadku ZSRR z inicjatywy działacza kresowego ks. Ludwika Rutyny, obsługiwany przez księży z parafii w Buczaczu[11].